# Фалопластика

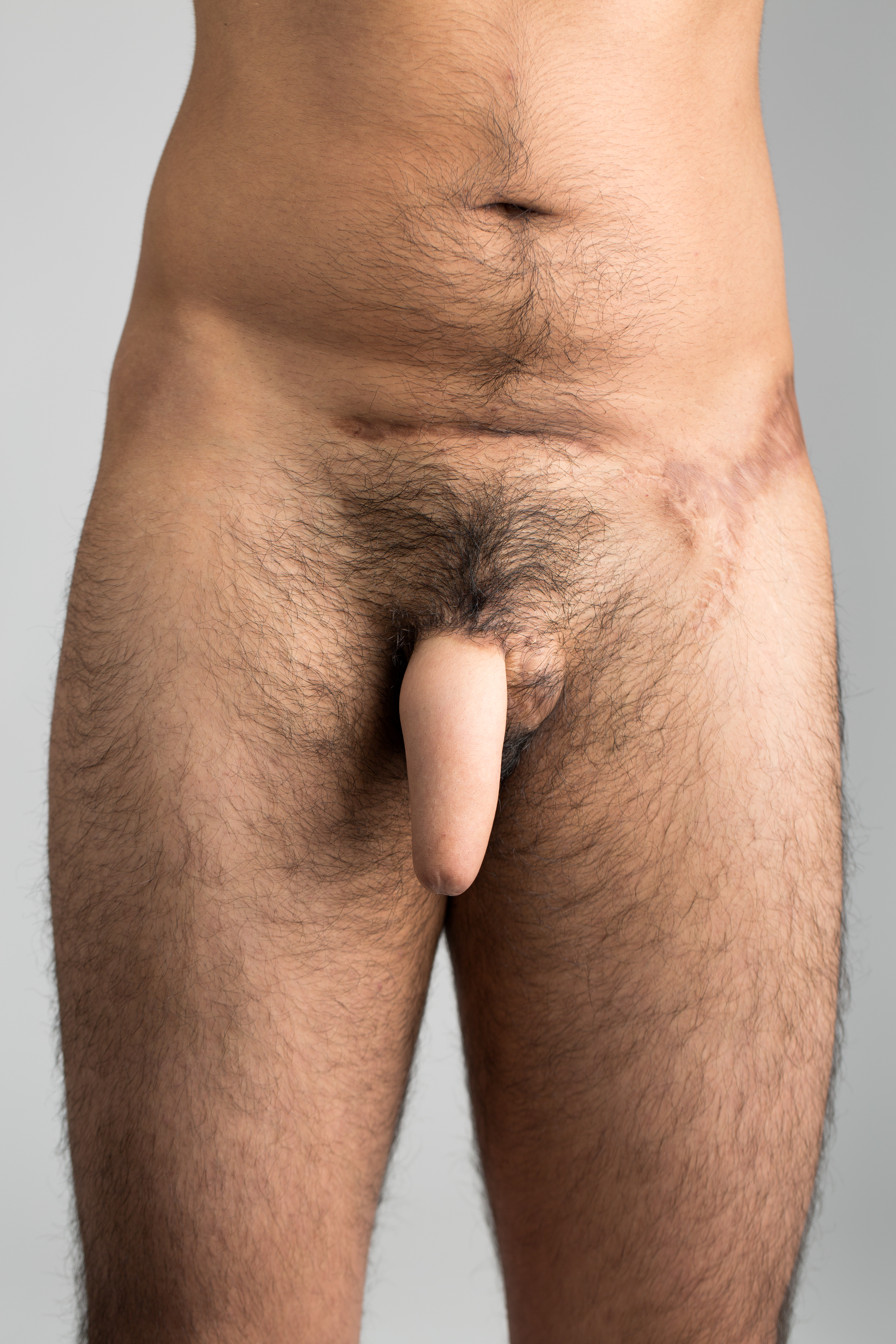
Фаллопластика

Фаллопластика — створення або реконструкція статевого члена, або штучна модифікація статевого члена хірургічним шляхом. Термін фаллопластика також іноді використовується для позначення збільшення пеніса.

## Історія
Російський хірург Микола Богораз здійснив першу реконструкцію цілого пеніса за допомогою реберного хряща в реконструйованому фалосі, зробленому з черевної порожнини в трубі в 1936 році.
Першу процедуру перерозподілу статі з «жіночої до чоловічої» в 1946 році здійснив Сер Гарольд Джілліс (англ. Sir Harold Gillies) з колегою лікарем Майклом Діллоном (англ. Michael Dillon), і його техніка залишалася стандартною протягом десятиліть. Більш пізні поліпшення в мікрохірургії зробили більше доступних методів.

## Покази
Повне відтворення або реконструкція статевого члена може бути проведена пацієнтам, у яких:
- Вроджені аномалії (мікропеніс, епіспадія і гіпоспадія і т. д.)
- Травматичні ушкодження (відрив пеніса з втратою, часткова втрата тканин, травматична деформація і т. д.)
- Зміна статі (трансчоловіки, які бажають операції з перепризначення статі, як частина їхнього гендерного переходу)

## Ускладнення
Оскільки фаллопластика покращувалася протягом десятиліть, ризики та ускладнення після операції були зменшені. Однак, все ще існує можливість необхідності в операції-ревізії для відновлення неправильного загоєння.
Повідомлення про ускладнення:
- Втрата фалоса від захворювання або проблеми кровопостачання
- Тромбоз вени головки (тромб)
- Артеріальна ішемія (нестача кровопостачання)
- Інфекція
- Дистальний обмежений некроз (смерть частин статевого члена)
- Гематома (синці)

Ускладнення з боку уретри:
- Сечовивідні нориці, що вимагають перинеальної уретростомії
- Сечові нориці з консервативним лікуванням
- Затримка сечі (від стенозу або звуження нової уретри)
- Експлантація еректильного протеза (видалення протеза без заміни)
- Заміна еректильного протеза (від ускладнень)

Існує також можливість жирової емболії «пов'язаної з ліпосакцією і ліпофілінгом (аутологічним перенесенням жиру), процедура, при якій жир від ліпосакції вводять назад в обличчя, груди, сідниці або пеніс того ж пацієнта»